# Friedrich Jurgenson
Friedrich Jurgenson (Odessa, 1903 – Estocolmo, 1987), foi um cientista, cineasta e crítico de arte sueco.

## Biografia
Friedrich Jurgenson em seus momentos de descanso, gostava de ir à sua casa de campo. Aproveitava estes momentos para relaxar e tinha o hábito de gravar o canto dos pássaros da região.
Certa vez, ao escutar uma dessas gravações, deparou-se com vozes humanas no meio dos cantos. Achou bastante estranho, pois estava absolutamente sozinho ao realizar as gravações no meio de um bosque. Ao ouvir com mais cuidado, notou que eram vozes de pessoas e podiam ser percebidas palavras em vários idiomas, o que descartaria a hipótese de interferência de alguma rádio. Aprofundando-se mais em novas tentativas de gravação, assombrou-se porque percebera que as vozes o chamavam pelo nome, apelidos e podiam responder a perguntas feitas ali no local, o que também descartava a hipótese de captação de rádio-amador ou outro tipo de transmissão à distância. Indagadas de quem seriam aquelas vozes, a resposta não tardou: "Somos os mortos...". 
Lançou o livro Telefone para o Além, tornando o assunto conhecido ao grande público.